# NGC 2593
NGC 2593 je galaksija u zviježđu Raku.

## Vanjske poveznice
- SEDS: NGC 2593